# Epicoene or The Silent Woman

Epicoene or The Silent Woman est une comédie de Ben Jonson du début du XVIIe siècle.

## Dates
De nombreuses incertitudes subsistent concernant les dates. La première édition des Works de Ben Jonson (1616) donne comme date de la première représentation l’année 1609. Cependant, il se peut que l’œuvre ait été représentée auparavant.

## Sources
Les sources immédiates de cette œuvre sont principalement :
- Il marescalco de l'Arioste
- Clizia de Machiavel

## Personnages
- Morose, un gentilhomme qui déteste le bruit
- Dauphine Eugenie, son neveu
- Clerimont, ami de Dauphine
- Truewit, un autre ami de Dauphine
- Epicoene, un jeune gentilhomme déguisé en femme
- John Daw, un chevalier, son servant
- Amourous La Foole, un autre chevalier
- Tom Otter, un capitaine
- Cutbeard, un barbier
- Mute, un des servants de Morose
- Madame Haughty, Madame Centaur, Mistress Mavis, ladies collegiates
- Mistress Trusty, servante de Madame Haughty
- Mistress Otter, la femme du capitaine

## Résumé
Morose, personnage principal, est un « vieux garçon » qui hait toute forme de bruit. Sa maison est dans une petite rue silencieuse, ses portes capitonnées, ses fenêtres toujours fermées, son escalier couvert de tapis et ses servants devant lui parler avec des gestes. Finalement, le seul bruit qu'il supporte est celui de sa propre voix. Au début de la pièce le personnage de Morose souhaite se marier pour éviter de laisser ses biens en héritage à son neveu, Dauphine Eugenie, accusé de répandre des mauvais bruits sur son compte. Son choix tombe, donc, sur une fille, Epicoene, qui a la réputation d'être silencieuse et discrète, seule et unique condition pour l'hyménée car her silence is dowry enough(I, ii, 24-25). Mais la jeune fille, dès le mariage conclu, devient très loquace et le chaos s'installe dans la maison, ce qui rend fou Morose. Ainsi, ce dernier exige le divorce et, pour ce faire, contacte deux experts de droit canon, Cutbeard et Tom Otter, en réalité deux alliés de son neveu sous déguisement. Ce dernier va offrir l'aide nécessaire à son oncle, moyennant une somme d'argent, et va dévoiler la vérité sur Epicoene : la mariée n'est rien d'autre qu'un garçon travesti en femme.

## Adaptation
La pièce a été adaptée en opéra par Richard Strauss (musique) et Stefan Zweig (livret). La première de l'opéra Die schweigsame Frau eut lieu le 24 juin 1935 à l'opéra de Dresde.
Cette pièce a également été adaptée par Marcel Achard en 1926.